# Abel Dhaira
Abel Dhaira (Jinja, 9 de septiembre de 1987-Reikiavik, 27 de marzo de 2016) fue un futbolista ugandés que jugaba en la demarcación de portero.

## Selección nacional
Jugó un total de 16 partidos con la selección de fútbol de Uganda. Debutó el 1 de enero de 2009 en un partido de la fase de grupos de la Copa CECAFA 2008 contra Ruanda, encuentro que finalizó con un resultado de 4-0 a favor del combinado ugandés. Jugó todos los partidos del torneo, alzándose con el título tras ganar en la final a Kenia por 1-0 tras el gol de Brian Umony. También disputó la Copa CECAFA 2011, torneo que volvió a ganar tras vencer en la final a Ruanda por 2-3. Su último partido con la selección lo jugó el 1 de junio de 2013 en calidad de amistoso contra Libia.

## Clubes
| Club         | País                            | Año         | Partidos | Goles |
| ------------ | ------------------------------- | ----------- | -------- | ----- |
| Express FC   | Uganda                          | 2006 - 2008 |          | 0     |
| URA SC       | Uganda                          | 2008 - 2009 |          | 0     |
| AS Vita Club | República Democrática del Congo | 2010        |          | 0     |
| ÍBV          | Islandia                        | 2011 - 2012 | 31       | 0     |
| Simba SC     | Tanzania                        | 2013        | 0        | 0     |
| ÍBV          | Islandia                        | 2014 - 2015 | 27       | 0     |

## Palmarés

### Campeonatos internacionales
| Título      | Club                          | País   | Año  |
| ----------- | ----------------------------- | ------ | ---- |
| Copa CECAFA | Selección de fútbol de Uganda | Uganda | 2008 |
| Copa CECAFA | Selección de fútbol de Uganda | Uganda | 2011 |
| Copa CECAFA | Selección de fútbol de Uganda | Uganda | 2012 |